# Гладковське
Гладко́вське (рос. Гладковское) — село у складі Притобольного району Курганської області, Росія. Адміністративний центр Гладковської сільської ради.
Населення — 334 особи (2010, 408 у 2002).
Національний склад станом на 2002 рік:
- росіяни — 99 %